# Анатомія падіння
«Анатомія падіння» (фр. Anatomie d'une chute) — французький трилер 2023 року, знятий Жустін Тріє за сценарієм, написаним у співавторстві з Тріє та Артуром Гарарі. У фільмі німецька акторка Сандра Гюллер грає письменницю, яка намагається довести свою невинність у смерті чоловіка.
Світова прем'єра фільму відбулася на 76-му Каннському кінофестивалі 21 травня 2023 року, де він змагався за Queer Palm та отримав «Золоту пальмову гілку» та премію «Пальмовий пес». 23 серпня 2023 року компанія Le Pacte випустила фільм у французький прокат.

## Сюжет
У далекому гірському шале поблизу Гренобля письменниця Сандра Войтер вирішує перенести інтерв’ю зі студенткою, оскільки її чоловік, викладач університету Семюель Малескі, голосно вмикає музику на горищі, зриваючи інтерв’ю. Після того, як студентка від’їжджає з шале, слабозорий син Сандри, Деніель, виходить на прогулянку зі своїм собакою-поводирем Снупом. Коли вони повертаються додому, Даніель знаходить Самюеля мертвим, як здається, від падіння.
Сандра наполягає на тому, що падіння було випадковим. Її давній друг і адвокат, Вінсент, припускає можливість самогубства, тоді як Сандра згадує спробу її чоловіка передозування аспірином шість місяців тому після того, як він припинив приймати антидепресанти. Після розслідування, суперечливих розповідей Деніеля про події, що передували смерті його батька, у поєднанні з відкриттям, що Семюель отримав рану голови до того, як його тіло вдарилося об землю, і аудіозапису бійки між Самюелєм і Сандрою напередодні Сандру звинувачують у вбивстві.
Під час судового розгляду команда захисту Сандри стверджує, що Семюель впав з вікна горища і вдарився головою об сарай під ним, натомість як звинувачення стверджує, що Сандра вдарила його тупим предметом і штовхнула з балкона другого поверху. Під час суперечки в залі суду з психіатром Семюеля Сандра визнає свою образу на чоловіка через його часткову відповідальність за нещасний випадок, який призвів до погіршення зору Деніеля.
У записаній сварці Семюель звинувачує Сандру в плагіаті, невірності та контролі над його життям, перш ніж їхня тривала суперечка перетвориться на фізичне насильство. Обвинувачення стверджує, що все насильство походило від Сандри. Вона заперечує, що хоча вона дала ляпаса Самюелю, решта насильства, яке чутно на запису, було самоушкодженням її чоловіка. Після того, як Сандра зізнається у романі з жінкою за рік до смерті Семюеля, обвинувачення стверджує, що гучна музика Семюеля вказувала на ревнощі через флірт Сандри з інтерв’юеркою, що пізніше призвело до фізичної сутички. Прокурор також зауважує, як Сандра описує особисті конфлікти у своїх історіях, і те, як вбивство її чоловіка відображає думки другорядного героя з її останнього роману. У свою чергу, Сандра протестує, що один запис не відображає природи їхніх стосунків, а слова героя роману не відображають її власних схильностей.
Розгублений Деніель наполягає на тому, щоб дати свідчення перед завершальними промовами наступного понеділка. Суддя встановлює суворі правила, щоб ніхто не міг вплинути на свідчення Даніеля, і призначає судового спостерігача на ім’я Мардж. Потім Деніель просить, щоб Сандра покинула їхній дім на вихідні, щоб він міг побути наодинці з Мардж і Снупом. Він згадує, що коли в Семюеля трапилось передозування, Снуп також захворів, можливо, через те, що він з’їв блювоту Семюеля. Потім він навмисно годує Снупа аспірином і виявляє, що він має той самий ефект, що узгоджується зі свідченнями Сандри. Деніел розповідає Мардж про свої страждання, і вона радить йому, що якщо він не знає, що є правдою, він може вирішити, що правда для нього.
На лаві свідків Даніель каже, що він може зрозуміти, як його батько покінчив життя самогубством, але не може зрозуміти сценарій вбивства. Він каже, що коли вони з Семюелем возили Снупа до ветеринара, Семюель говорив про необхідність бути готовим до того, що ті, кого він любить, помруть і знати, що його життя триватиме, що Деніел тепер інтерпретує як власні суїцидальні думки свого батька. Сандру виправдовують після свідчень Деніела. Коли вона повертається додому, Даніель каже їй, що боявся її повернення додому, і вона каже, що вона теж; двоє обіймаються. Коли Сандра лягає спати, вона дивиться на фото, на якому вони з Семюелем, а потім засинає зі Снупом.

## У ролях
- Сандра Гюллер — Сандра
- Сванн Арло — Вінсент
- Майло Мачадо-Грейнер — Даніель
- Антуан Рейнарц — юрист
- Семюел Тейс — Семюель
- Дженні Бет — Мардж
- Саадія Бентаїб — Нур
- Камілла Резерфорд — Зої
- Енн Ротгер — президент
- Софі Фільєр — Моніка
- Артур Арарі — літературний критик

## Виробництво
10 липня 2021 року американський тижневик «Variety» повідомив, що Les Films Pelleas та Les Films de Pierre будуть спільними продюсерами четвертого повнометражного фільму Жустін Тріє «Anatomie d'une chute», написаного Тріє та Артуром Гарарі. Цей фільм визначався як «процедурний трилер Гічкока», знаменує собою другу співпрацю Тріта із Сандрою Гюллер після фільму «Сібіл» 2019 року.
Основні зйомки розпочалися наприкінці лютого 2022 року і завершилися 13 травня 2022-го. Зйомки проходили здебільшого у французькому регіоні Овернь-Рона-Альпи, зокрема, у Мор'єнні та Вілларембері в Савої, а також у муніципалітетах Монбонно-Сен-Мартені та Греноблі в Ізері. Його також знімали в Приморській Шаранті та в Парижі.

## Реліз
Світова прем'єра фільму «Анатомія падіння» відбулася на 76-му Каннському кінофестивалі 21 травня 2023 року. Le Pacte випустили його у кінотеатрах у Франції 23 серпня 2023 року.
У травні 2023 року Neon придбала права на розповсюдження фільму в Північній Америці.

## Реакція

### Критика
На агрегаторі Rotten Tomatoes рейтинг схвалення фільму становить 100 % на основі 24 відгуків із середнім рейтингом 8,1/10. На Metacritic фільм отримав середньозважену оцінку 88 зі 100 на основі 10 відгуків критиків, що вказує на «загальне визнання».

### Нагороди та визнання
| Нагорода / Кінофестиваль | Дата церемонії      | Категорія             | Одержувач(і) | Результат | Прим   |
| ------------------------ | ------------------- | --------------------- | ------------ | --------- | ------ |
| Каннський кінофестиваль  | 27 травня 2023 року | Золота пальмова гілка | Жустін Тріє  | Перемога  | [ 14 ] |
| Каннський кінофестиваль  | 26 травня 2023 р    | Queer Palm            | Жустін Тріє  | Номінація | [ 15 ] |
| Каннський кінофестиваль  | 26 травня 2023 р    | Премія Palm Dog       | Мессі        | Перемога  | [ 16 ] |